# 克肖致命者
克肖致命者（こくしょうちめいしゃ、ギリシア語: όσιομάρτυς, ロシア語: преподобномученик, 英語: Venerable-martyr）とは、致命した修道士に付される、正教会の聖人の称号。日本正教会の訳語。
女性の該当する聖人は克肖致命女（こくしょうちめいじょ）と呼ばれる。